# Laemolyta macra
Laemolyta macra är en fiskart som beskrevs av Géry, 1974. Laemolyta macra ingår i släktet Laemolyta och familjen Anostomidae. Inga underarter finns listade i Catalogue of Life.